# Perlen vor die Säue
Perlen vor die Säue ist das neunte Mixtape des Hamburger Rappers Samy Deluxe. Es wurde am 1. November 2013 über die Labels Deluxe Records und Universal Music veröffentlicht.

## Covergestaltung
Das Albumcover zeigt das gelbe Röntgenbild einer Hand, die den Mittelfinger ausstreckt. Oben links befinden sich die gelben Schriftzüge Samy Delvxe (mit dem Buchstaben V statt U), Perlen vor die Säue und Mixtape, während am unteren Bildrand die Schriftzüge Mixed by DJ Mixwell und Hosted by ASD stehen.

## Gastbeiträge
Auf fünf Liedern des Mixtapes sind neben Samy Deluxe andere Künstler vertreten. So ist der Rapper Megaloh am Song Pandemonium beteiligt, während der Sänger Matteo Capreoli auf dem Titeltrack Perlen vor die Säue zu hören ist. Der Titel Testosteron ist eine Kollaboration mit dem Rapper Afrob, und bei Hypochondria hat der Rapper Ali A$ einen Gastauftritt. Außerdem arbeitet Samy Deluxe auf Dschungelbuch mit der Sängerin und Rapperin Brixx zusammen.

## Titelliste
| #  | Titel                 | Gastmusiker     | Länge |
| -- | --------------------- | --------------- | ----- |
| 1  | Gucci Intro           |                 | 3:07  |
| 2  | D.E.L.U.X.E           |                 | 2:36  |
| 3  | Perlen vor die Säue   | Matteo Capreoli | 3:06  |
| 4  | Pandemonium           | Megaloh         | 4:29  |
| 5  | Exodus                |                 | 2:28  |
| 6  | Retro geht so..       |                 | 1:11  |
| 7  | Uhrgedreht            |                 | 2:09  |
| 8  | LoKickHiHatClap       |                 | 3:04  |
| 9  | Stalker               |                 | 2:13  |
| 10 | Hab gehört 2013       |                 | 2:26  |
| 11 | Testosteron           | Afrob           | 3:38  |
| 12 | Doitschrap Festival   |                 | 4:25  |
| 13 | Epos                  |                 | 2:58  |
| 14 | B.I.L.D.S.P.R.A.C.H.E |                 | 5:08  |
| 15 | Oink Oink             |                 | 2:55  |
| 16 | Licht aus             |                 | 3:31  |
| 17 | Story to Tell         |                 | 3:24  |
| 18 | Hypochondria          | Ali A$          | 2:34  |
| 19 | Dieter                |                 | 3:29  |
| 20 | Dschungelbuch         | Brixx           | 3:00  |
| 21 | Erste Liebe           |                 | 3:58  |
| 22 | Samy Anthem           |                 | 3:37  |

## Chartplatzierungen und Singles
Perlen vor die Säue stieg am 15. November 2013 auf Platz zwölf in die deutschen Albumcharts ein und belegte in der folgenden Woche Rang 76, bevor es die Top 100 verließ. In den deutschen Independentcharts erreichte das Album Rang sieben. In Österreich erreichte das Mixtape Position 19 und in der Schweiz Platz zwölf.
Am 25. Oktober 2013 wurde der Titelsong Perlen vor die Säue, inklusive Musikvideo, als Single veröffentlicht.

## Rezeption
| Professionelle Bewertungen | Professionelle Bewertungen |
| -------------------------- | -------------------------- |
| Kritiken                   |                            |
| Quelle                     | Bewertung                  |
| laut.de                    | [ 5 ]                      |

Thomas Haas von laut.de bewertete das Mixtape mit zwei von möglichen fünf Punkten. Samy Deluxe rappe zwar „nach wie vor mit seinen abwechslungsreichen Stimmeinsätzen: Mal schnell, mal entspannt, manchmal aggressiv und dann wieder arrogant-herablassend“ auf hohem Niveau, allerdings bestünden die Texte aus „unfassbar vielen belanglosen Zeilen“ und oft primitiven Vergleichen. So wird der Song Oink Oink als absoluter Tiefpunkt der Platte gesehen.